# Robert Carrington (2e baron Carrington)
Robert John Carrington, 2e baron Carrington (16 janvier 1796 - 17 mars 1868), est un homme politique et un baron de la pairie de Grande-Bretagne. Il est le fils de Robert Smith (1er baron Carrington)) et d'Anne Boldero-Barnard. Il prend le nom « Carrington » en 1839.

## Politique
Il est député de Wendover à partir de 1818. Il succède à son cousin germain Abel Smith au siège et siège avec son oncle, George Smith. Il est remplacé par un autre de ses oncles, Samuel Smith, le père de son prédécesseur, en 1820.
Il est ensuite élu député du Buckinghamshire, succédant à William Selby Lowndes (en), et servant auprès du marquis de Chandos. Il est remplacé par John Smith, un autre oncle, en 1831.
La même année, il est élu député de Wycombe, succédant à John Dashwood-King (4e baronnet), et servant tour à tour avec Thomas Baring (2e baronnet) (jusqu'en 1832), Charles Grey (1832-1837) et George Dashwood, (à partir de 1837) – ce dernier est le fils du prédécesseur de Smith sur le siège. Après la mort de son père en 1838, il hérite de la baronnie et est remplacé pour le siège de Wycombe par son cousin germain, George Robert Smith. Il est élu membre de la Royal Society en 1839. Plus tard cette année-là, il adopte le nom Carrington par licence royale.
Il est Lord-lieutenant du Buckinghamshire de 1838 jusqu'à sa mort en 1868.

## Famille

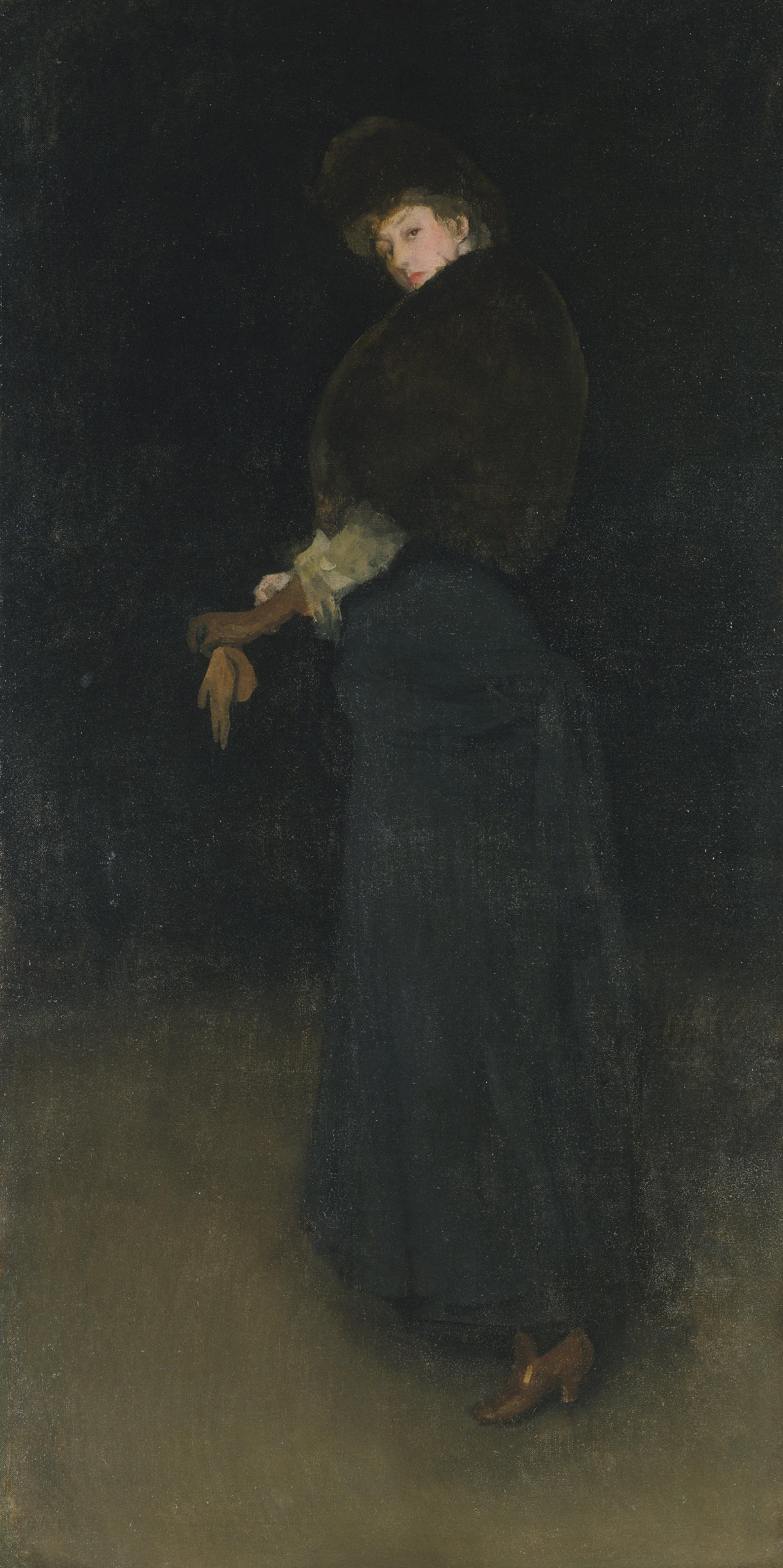
Arrangement in Black (The Lady in the Yellow Buskin) (Cothurne jaune)
Whistlervers 1883
Philadelphia Museum of Art

Il se marie deux fois, d'abord, en 1822, à Elizabeth Katherine Weld-Forester (1803-1832), fille de Cecil Weld-Forester (1er baron Forester) et de Katherine Mary Manners. Ils ont une fille. Après la mort de sa première femme (du choléra), il se remarie en 1840, à Charlotte Augusta Annabella Drummond-Willoughby (1815-1879), fille de Peter Drummond-Burrell (22e baron Willoughby de Eresby) et de Sarah Clementina Drummond. Ils ont trois fils et deux filles.
par Elizabeth Katherine Weld-Forester
- Cecile Katherine Mary Carrington (morte en 1907), mariée à Charles Colville, fils du général Charles Colville et Jane Mure.

par Charlotte Augusta Annabella Drummond-Willoughby
- Augusta Clémentine Carrington (1841–1922), mariée à Archibald Campbell (1er baron Blythswood), fils d'Archibald Campbell et de Caroline Dick. Elle s'intéressait à l'art de son temps et posa pour trois portraits en pied de James Abbott McNeill Whistler. Un seul fut achevé et à survécu. Mais sa famille, ne partageait pas son appréciation de l'art contemporain et a rejeté le tableau, affirmant qu'il représentait « un promeneur de rue encourageant un adepte timide avec un regard en arrière ». L'œuvre a été achetée pour la collection W. P. Wilstach en 1895[4].

- Charles Robert Wynn-Carington 3e baron Carrington (1843–1928), marié à Cecilia Harbord, fille de Charles Harbord (5e baron Suffield) et de Cecilia Baring. Il est créé comte Carrington en 1905 et marquis de Lincolnshire en 1912.

- William Carington (1845–1914), marié à Julia Warden, fille de Francis Warden

- Eva Elizabeth Carrington (1847–1919), marié à Charles Stanhope (8e comte de Harrington), fils de Charles Stanhope (7e comte de Harrington), et Elizabeth Still de Pearsall

- Rupert Carington (4e baron Carrington) (1852–1929), marié à Edith Horsefall, fille de John Horsefall. Il hérite de la baronnie de son frère aîné, décédé sans descendance masculine.